# Johann Kaspar Schultz
Johann Kaspar Schultz, död 1697, var en svensk organist.

## Biografi
Johann Kaspar Schultz var från Tyskland. Han var från 1664 till 1679 domkyrkoorganist i Åbo domkyrka och från 1680 till 1687 organist i Norrköping. Schultz blev 1687 ställföreträdande organist i Tyska S:ta Gertruds församling i Stockholm och ordinarie från 1691. Han avled 1697.